# コクワガタ

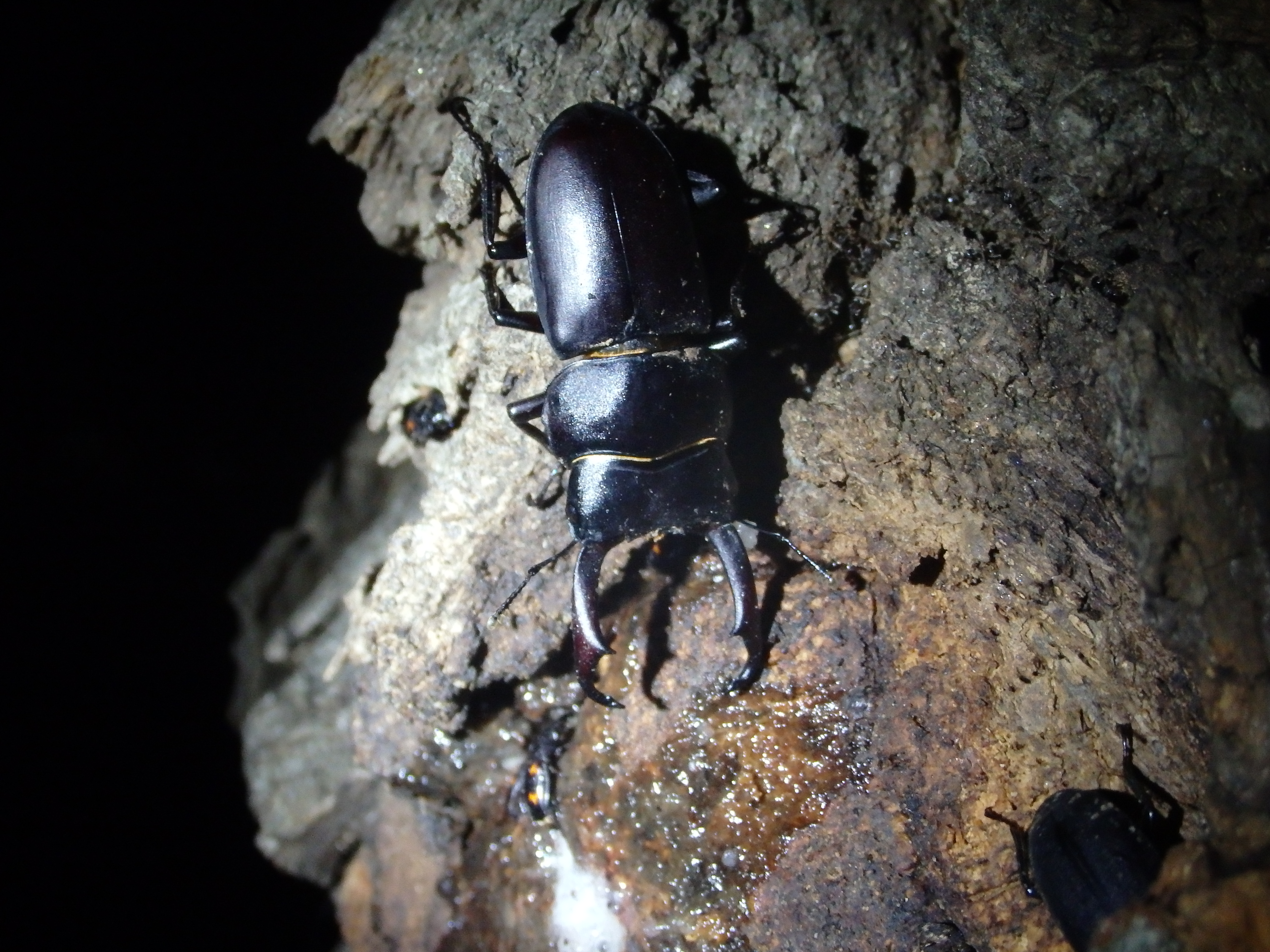
樹液に集まるコクワガタ♂４５ミリ（撮影：東京　５月）

コクワガタ（小鍬形、Dorcus rectus）は、コウチュウ目クワガタムシ科クワガタ属コクワガタ亜属の1種で、5亜種に分類されている。日本のクワガタムシでは最普通種である。
種小名のrectus とは「真っすぐの」という意味である。

## 形態
日本産クワガタムシの最普通種。「小さなクワガタ」という意味の和名だが、日本のクワガタムシの中では中型程度である。
日本本土などに分布する原名亜種 D. r. rectus の場合、成虫の体長はオスで17.8 - 54.4 mm、メスで21.6 - 29.9 mm（いずれも2015年時点）。なお、2023年時点では野生個体の最大個体が体長54.6 mm、飼育個体の最大個体が体長58.1 mmである。
他のクワガタ属と同様に体は上下に平たく、黒い体色をしているが、赤褐色を帯びるものもいる。オオクワガタやヒラタクワガタに比べると体幅が狭く細いが、頭盾はヒラタクワガタより幅広い。
オスの大顎はオオクワガタやヒラタクワガタに比べて細長く、前方に伸びる。大アゴの中央から前方1/3くらいの位置に内歯（内側のトゲ）を1対だけ有し、先端にもとても小さい内歯を1対持つ。
小さなオスではこれらの歯は消失する。オスの頭部背面、前胸背板、上翅は全体に密で浅い艶消しがあり光沢は弱い。内歯が全て消失した小型個体はかつて「ヒメクワガタ」の和名を与えられ別種と考えられていた。コクワガタなどの大顎は直線的な形状で、ノコギリクワガタやミヤマクワガタのような湾曲した大顎（戦いには便利だが、狭い場所に隠れる際には邪魔になる）とは対照的に、狭い場所に隠れる際に支障にならない形状であると評されている。
メスの場合は前胸背板にやや強い光沢を持ち、上翅の縦縞は平行となる。同じコクワガタ亜属のスジクワガタ D. striatipennis やネブトクワガタなどとよく似ていて混同されることもあるが、オスの大アゴに歯が1つしかないこと、前翅に線がないことなどで区別できる。またネブトクワガタは本種とは大きく生態が異なり、幼虫は主としてシロアリが食害した腐植質を餌とする。

## 分布
原名亜種は東アジアの日本・ロシア南東部（沿海州）、朝鮮半島、中国（遼寧省）、台湾に分布する。台湾からはメスのみが記録されている。
日本国内では、原名亜種は北海道・本州・四国・九州および、国後島・択捉島、奥尻島、利尻島、粟島、飛島、佐渡島、伊豆諸島（伊豆大島・利島・新島・式根島・神津島・御蔵島・三宅島）、紀伊大島、瀬戸内海島嶼部、対馬、壱岐、隠岐、九州北部離島、五島列島に分布する。また伊豆諸島の八丈島に八丈島亜種（ハチジョウコクワガタ）が、甑島列島および大隅諸島（屋久島・種子島・馬毛島）に大隅諸島亜種（ヤクシマコクワガタ）が、男女群島および大隅諸島（口永良部島・竹島・硫黄島・黒島）に三島亜種（ミシマコクワガタ）が、トカラ列島（中之島・諏訪之瀬島・臥蛇島・悪石島）にトカラ亜種（トカラコクワガタ）がそれぞれ分布する。海外では近縁種は発見されていなかったが、2015年時点では中国の浙江省・福建省・湖北省・湖南省に分布するビキヌスコクワガタ D. vicinus Saunders, 1854 が、日本に分布するコクワガタやアマミコクワガタ D. amamianus (Nomura, 1964) に近縁な種であると考えられている。
伊豆諸島産の個体群は南下するほど前胸が丸みを帯び、また上翅の点刻が粗くなり、艶消し場になる傾向がある。また利島産の個体群は地上歩行性が強く、樹上にバナナトラップなどを仕掛けても採取できない。

## 生態

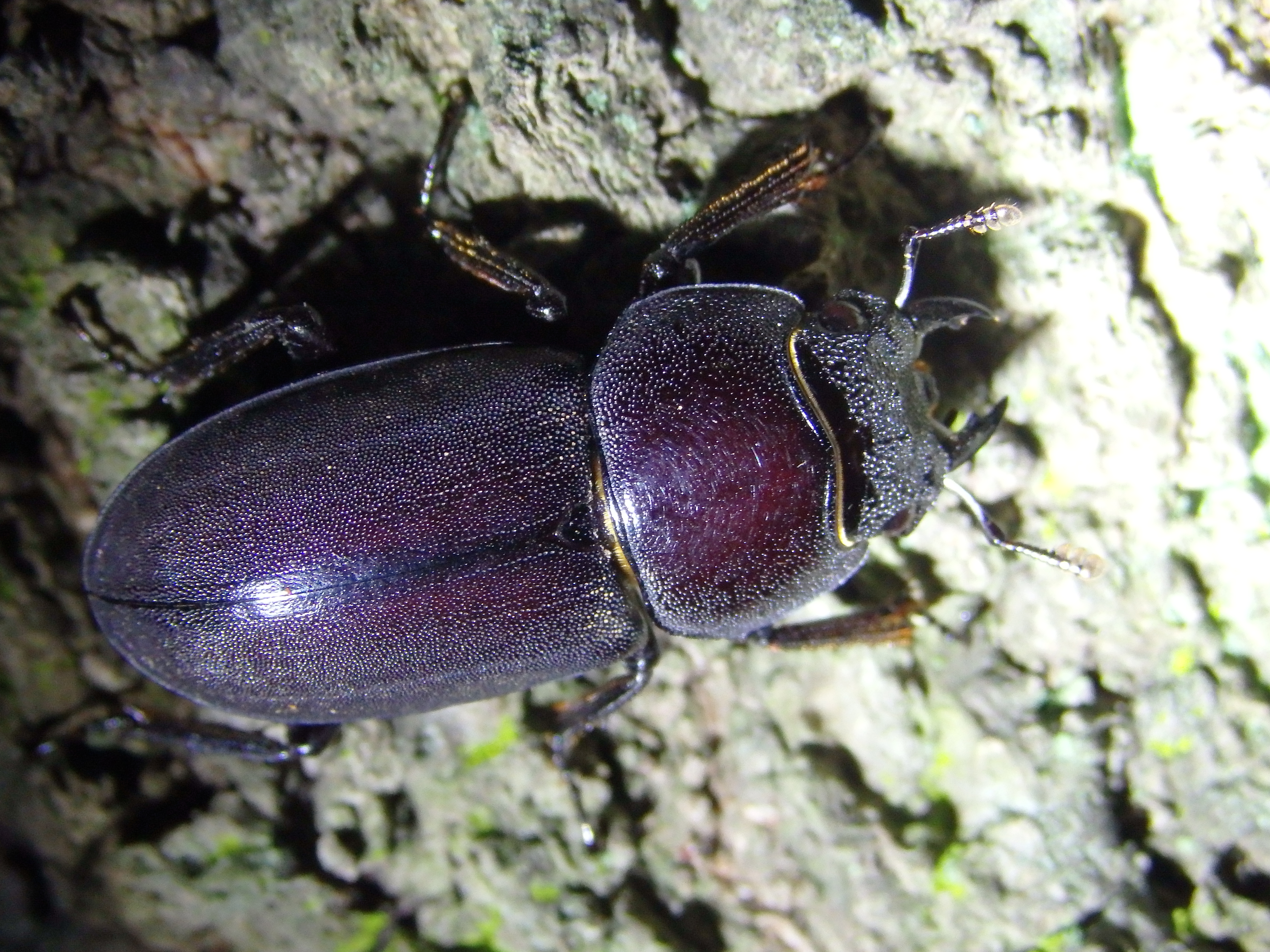
コクワガタ（メス）

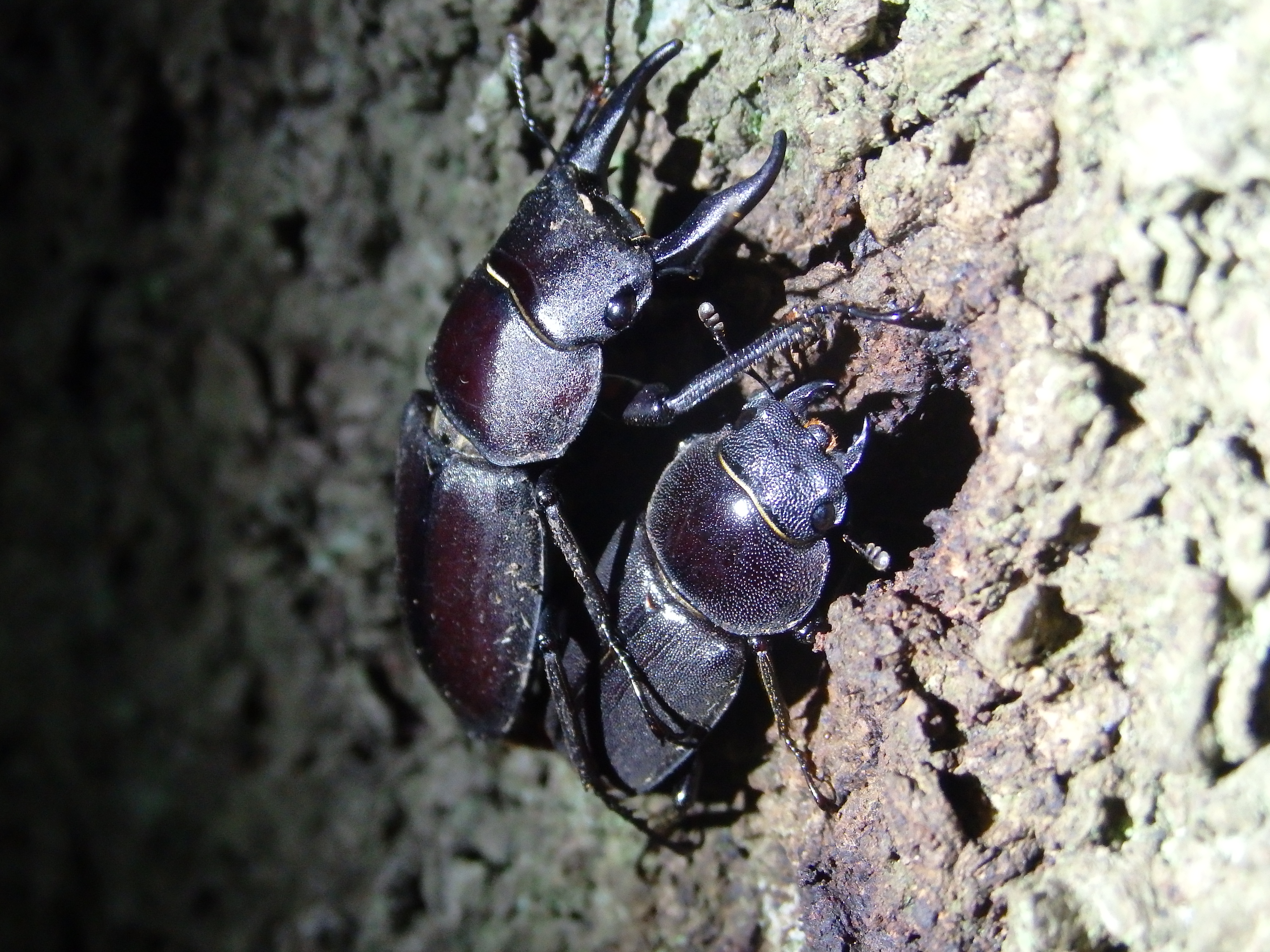
交尾するコクワガタ（撮影地：東京）

個体数が多い理由として、成虫の体がオオクワガタなどより小さいこと、幼虫の食樹の種類・数が多いこと、幼虫の食べる食物の量が少ないことなどが考えられている。主にクヌギ・コナラなどの朽木で構成される雑木林や里山、森林・山間部沿いの河川敷のヤナギやアキニレ林に生息している。平地性のクワガタムシの代表格であるが、本種は他のクワガタムシの少なくなるブナ・ミズナラ帯などの高標高地にも生息しており、圧倒的な生息数・環境への適応力を誇る。森林だけでなく、街路樹や公園の樹木などの都市部の小規模な緑地でも見られることがあり、付近のマンションやビルの外灯に向かって飛んで来ることも珍しくない。ノコギリクワガタと並び、日本のクワガタムシの中では最もなじみ深い種類である。木を蹴ると落ちて来て擬死をするので、採集も容易である。
野外では、成虫は5月から10月中旬ごろまで活動し、おもにクヌギ・コナラ・アベマキ・カシ・ヤナギ・ハルニレ・アキニレ・アカメガシワ・シラカシ・オニグルミ・ニセアカシアなど多様な広葉樹の樹液に集まり、樹液以外にも熟した果実などに集まることもある。樹液を出す樹木の少ない山間部などでは、メスがヒメオオクワガタやアカアシクワガタの様に樹皮を削り、自ら樹液を出す行動を取ることもある。盛夏よりも少し涼しくなったころに野外活動が活発になる傾向がある。このような生態はコクワガタだけでなく、成虫が数年にわたって生きるクワガタムシに共通する特徴であるが、このような時期は競合する他種が少なくなるためであると考えられる。他にも朽木の中に潜んでいたり、夜間に灯火に飛来したりする。特に越冬明けの春から初夏に飛来することが多い。
夜行性だが、オオクワガタやヒラタクワガタほど徹底している訳ではなく、昼間にも活動する。樹液の他には、産卵木である広葉樹の朽木の上や、木の洞や樹液の出ている木の根元や土中でも見つけられることがある。

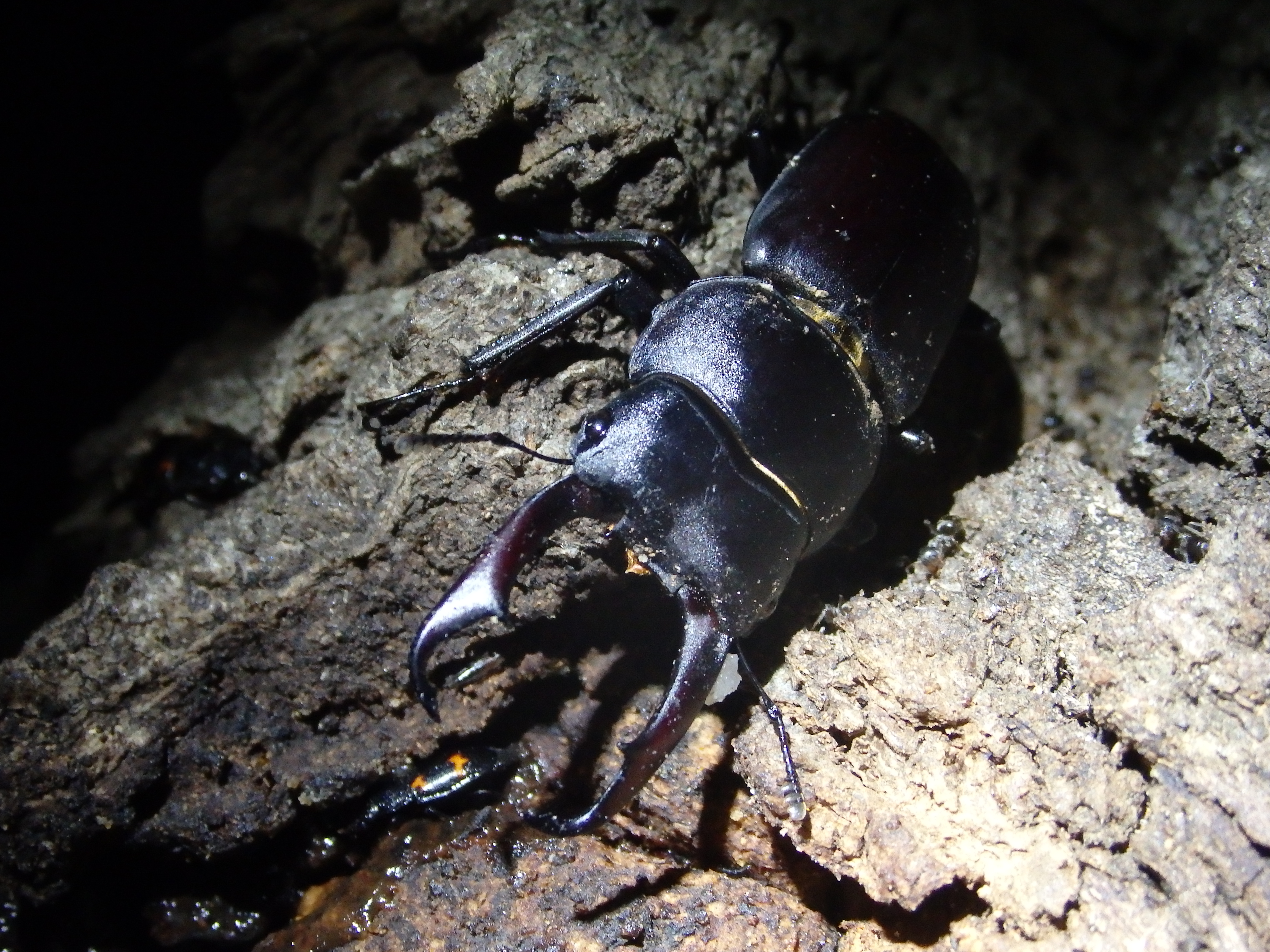
コクワガタ♂45 mm　（撮影：東京　5月）

飼育下ではカワラタケの発生した朽木に好んで産卵する傾向がある。幼虫は広葉樹の朽木に穿孔し、その材を食べて成長する。食樹はクヌギ・コナラ・エノキなどで、クスノキのような殺虫成分を持たなければ食樹の樹種は問わない。クスノキであっても腐朽の進行により殺虫成分が減衰していれば、しばしば穿孔している。稀ではあるが針葉樹であるマツの朽木から発見される例もある。野生下では孵化から蛹化に丸1年かかるのが普通であるが、寒冷な環境では1年かかることもある。蛹の期間は約3週間。羽化した成虫の成熟には1か月を要するが、夏から秋に羽化した場合、そのまま越冬して翌年春に活動を開始する場合が多い。
一旦野外活動を開始した成虫は、一部の個体はその年に一生を終え、残りの個体はそのまま越冬する。しかし越冬した個体も大半は翌年夏に一生を終え、再越冬する個体は僅かである。また当期の夏を生き抜き、運良く越冬準備に入れた個体も体力的に衰えを迎え、寒さに耐えきれず越冬中に死亡するケースも少なくない。

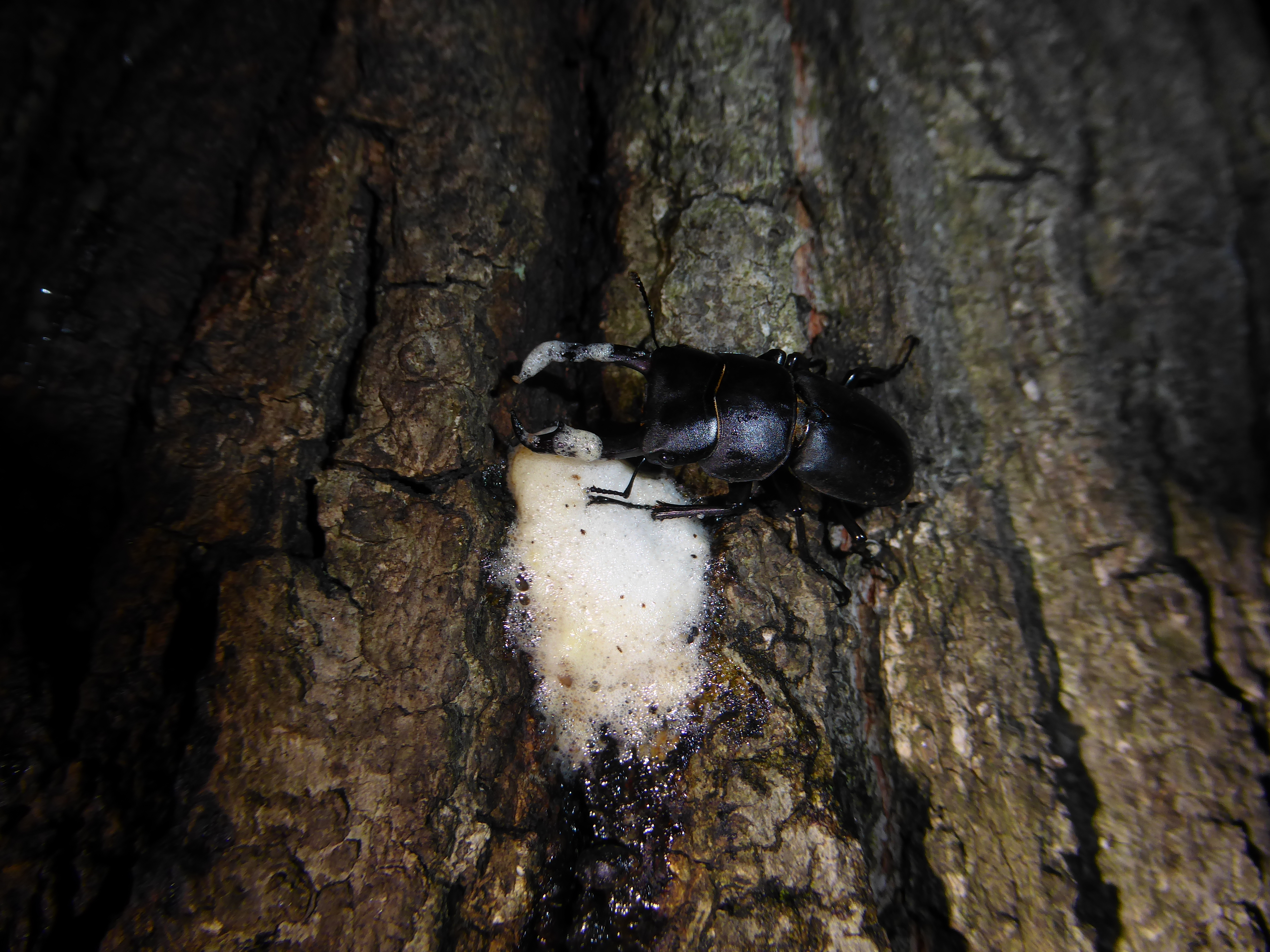
コナラの樹液にて（5月　東京）

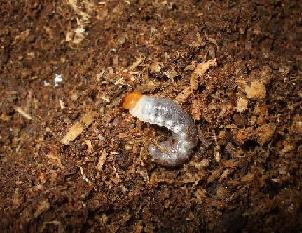
幼虫
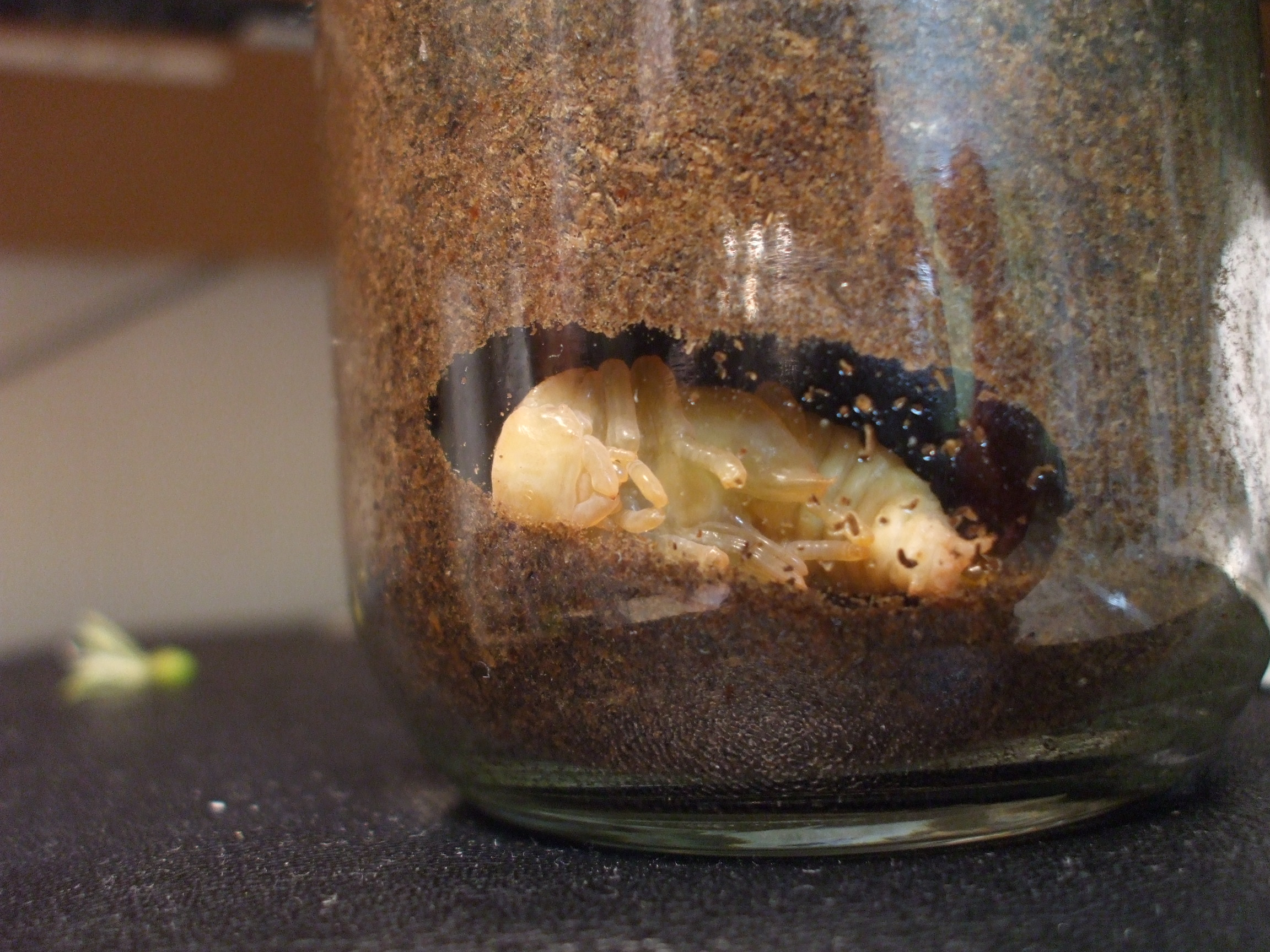
蛹
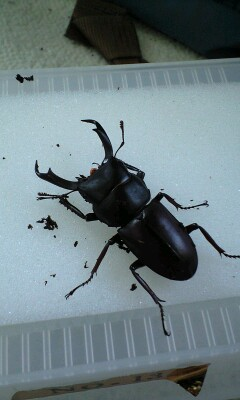
成虫

## 分類

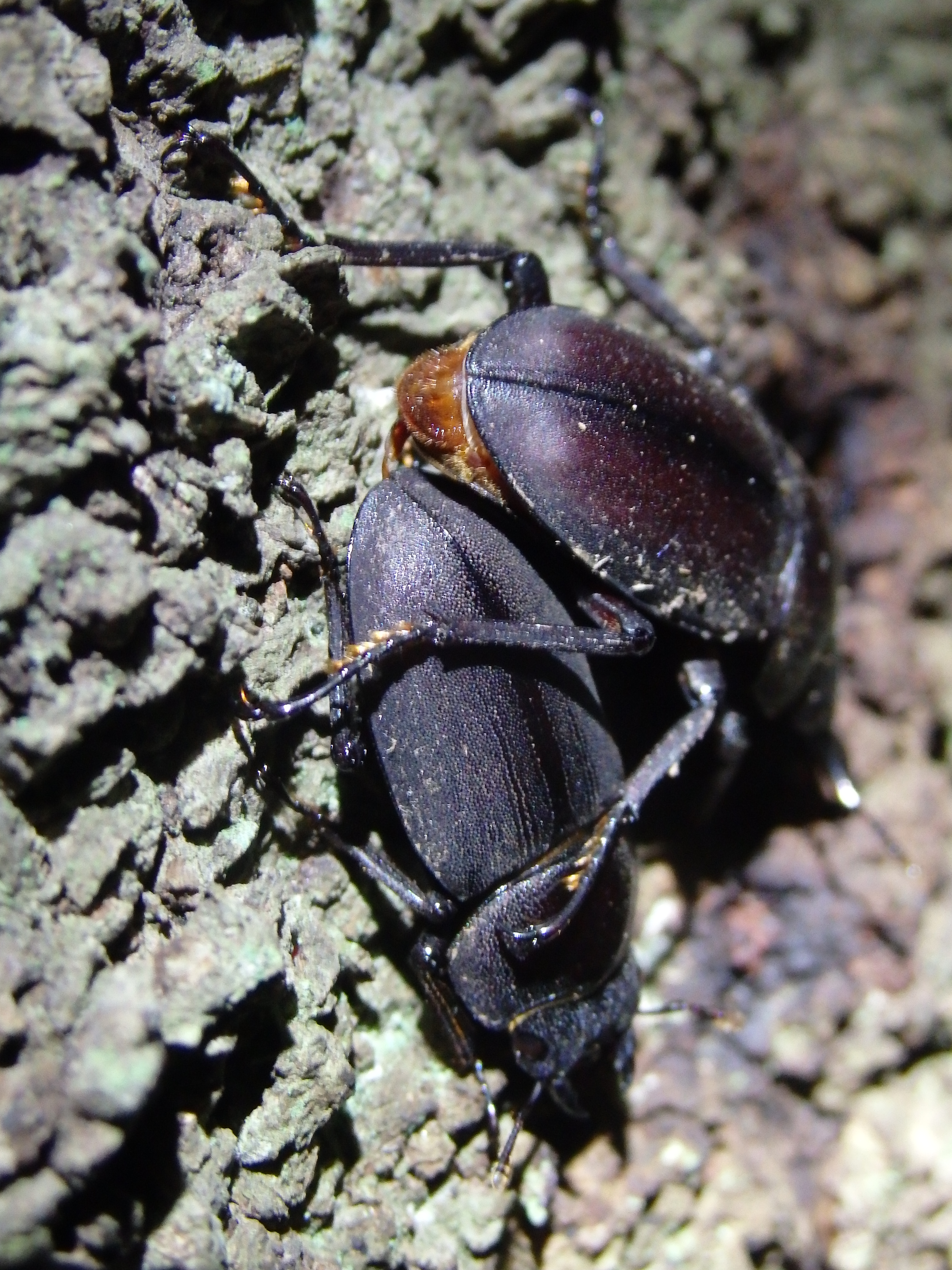
コクワガタの交尾の様子（撮影地：東京　５月）

本種は5亜種に分類されている。八丈島・屋久島・三島村・トカラ列島にそれぞれ別亜種が知られており、どちらも原名亜種よりも赤色が濃い。
コクワガタ・原名亜種
Dorcus rectus rectus (Motschulsky, 1857)
北海道・本州・四国・九州から五島列島など、朝鮮半島・中国・台湾。
♂30 - 58.1mm、♀20 - 38mm。
体色は黒色から黒褐色。
ハチジョウコクワガタ
D. r. miekoae (Yosida, 1991)
八丈島。オス23.0 - 49.0 mm、メス23.0 - 28.0 mm。体は赤褐色でやや光沢を帯びる。大型個体では内歯より少し上の部分の幅が広い。
ヤクシマコクワガタ
D. r. yakushimaensis Tsuchiya, 2003
屋久島・種子島・馬毛島・甑島列島。オス21.6 - 50.2 mm、メス21.8 - 30.2 mm。赤褐色で光沢が鈍い。
ミシマコクワガタ
D. r. mishimaensis Tsuchiya, 2003
三島村・男女群島・口永良部島。オス18.3 - 49.4 mm、メス20.6 - 31.8 mm。体は赤褐色で光沢があり、細身な感じを受ける。
トカラコクワガタ
D. r. kobayashi (Fujita et Ichikawa, 1985)
トカラ列島（中之島・諏訪之瀬島・臥蛇島・悪石島）。オス23.0 - 50.7 mm、メス24.0 - 28.0 mm。体は暗赤褐色から黒褐色で光沢が強く、全体的に細身である。

## 近縁種
日本には、近縁種のスジクワガタとリュウキュウコクワガタが知られており、本種と同じく、幾つかの亜種に分かれる。
スジクワガタ Dorcus striatipennis
北海道から九州まで、日本のほぼ全国に分布している。コクワガタに似ているが体型が若干細長く、オスの体長は平均10ミリ近く小型で、大顎の内歯がやや二股に分かれている。和名の由来は雌や小型の雄の上翅の点刻が列状につながって並んでいるためであるが、大型の雄になるほど点刻が浅くなり不明瞭となる。体長は14 - 39 mm。
コクワガタよりも相対的に冷涼湿潤な環境を好み、やや高標高に多く、平地や低山地でも沢や小川、用水路等と隣接した森林に多産する。成虫の飼育は暑さに気を付ければ容易だが、繁殖は難しく、多くの場合飼育下の成虫は産卵することなく寿命を終えてしまう。野生の幼虫は土中に半埋没した湿気の多い朽木にみられ、腐朽分解の不十分なやや固い朽木にも穿孔している場合が少なくない。亜高山帯から高山帯の広葉樹の朽木から採集される小型種のクワガタムシ科幼虫は、殆どが本種かオニクワガタである。ルリクワガタやマダラクワガタなどの極小型種と見間違うことはない。
屋久島には亜種のヤクシマスジクワガタ (D. s. kawamai) が生息し、本種よりも赤みが強い体色が特徴。
アマミコクワガタ D. amamianus
奄美大島以南の南西諸島に生息し、原名亜種のリュウキュウコクワガタ (D. a. amamianus) は沖縄本島北部の山地に生息する。コクワガタよりも小型で、大顎の形状がヒメオオクワガタに近い。体長は21 - 38 mm。
夜行性。バナナやパイナップルでトラップ採集をおこなうと、最普通種のクワガタムシであるオキナワヒラタクワガタに混じって少数得られるが、傾向として本種のほうが相対的にやや高標高に多い。野生の成虫の餌はシイやカシの樹液であり、ヤンバルテナガコガネと一緒に樹液を吸っている姿がNHKでVTR撮影もされている。知られている亜種には奄美大島産のアマミコクワガタ (D. o. amamianus)、徳之島産のトクノシマコクワガタ (D. o. kubotai)、西表島のヤエヤマコクワガタ (D. a. yaeyamaensis) がある。ヤエヤマコクワガタはまだ１０頭ほどしか得られていないため採集家たちの間では、採集禁止種を除く国産クワガタ全種全亜種制覇の最後の壁ともいわれている。
ネパールコクワガタ D. nepalensis
インド北東部とネパールに分布する。
世界最大のコクワガタで、体長は最大で80 mm近くにも達し、大きさに加えてツヤクワガタのような色合いで人気も高い種だが、低温帯に住んでいるため、日本での飼育が難しい。
キベリコクワガタ D. fulvonotatus
インド北東部やブータンなどに生息する。体長20 - 31 mm。小型ながらドルクス属でもっとも色彩豊かなことで人気のある種である。
エレガントルスコクワガタ D. elegantulus axis
スマトラ島に生息。他にミャンマーやマレー半島に亜種が生息する。産地が示す通り、飼育には温度管理などの細心の注意が必要だとされる種である。体長14 - 30 mm。
グラウトコクワガタ D. groulti
インド北東部や、タイ北西部に生息。体長15 - 22 mm。ノコギリクワガタやオオツヤクワガタに似た、くの字型の大顎を持つ。
エレガンスコクワガタ D. elegans
体長20 - 36 mmで、長く伸び、先端に内歯が付いた大顎が特徴。インド北東部やネパールに生息。名前通り華奢な外観である。エレガントルスと良く混同されるが、この種も高温に弱く、飼育が難しい種とされる。

## 人間との関わり
東京都心部でも時折見られるクワガタムシで、皇居内では個体数が多く、5月下旬から吹上御苑などで発見されている。キノコ（シイタケなど）の原木栽培においては、ほだ木を食害する農業害虫として扱われる場合がある。
採集やペットとしての飼育の対象にされ、採集・飼育ともに容易な種とされている。本土産の基亜種（原名亜種）の場合、野生個体では稀な体長50 mmのオス成虫を育成することは難しくないが、体長53 mm以上の大型個体を羽化させることは困難とされる。